# Palazzo Mormando

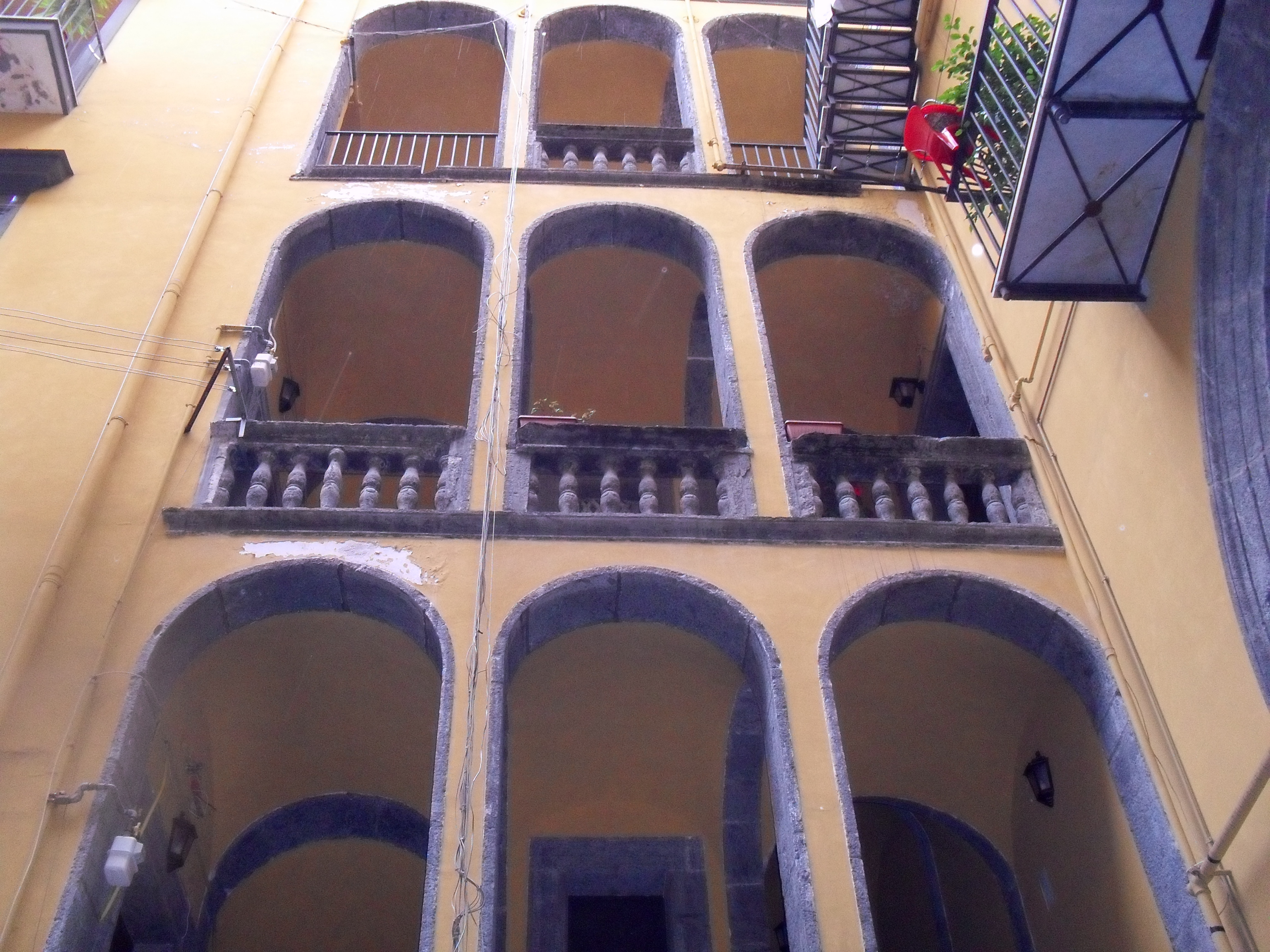
Loggiati

Il palazzo Mormando è un antico palazzo di Napoli costruito da Giovanni Francesco Mormando, architetto e musico, esponente di punta del Rinascimento napoletano, come residenza privata. Il palazzo è situato in via San Gregorio Armeno.
L'edificio venne eretto nel 1507 di fronte al convento di San Gregorio Armeno. Alla morte del Mormando, il palazzo passò alle monache del convento che lo utilizzarono per ospitare gli artisti che lavoravano a San Gregorio. Recentemente il palazzo è stato interamente restaurato.
Di notevole architettura rinascimentale è lo scalone aperto sul cortile impostato su pilastri ed il loggiato di fronte al portone d'ingresso.
All'interno del palazzo sono stati ricavati degli appartamenti.

## Galleria d'immagini

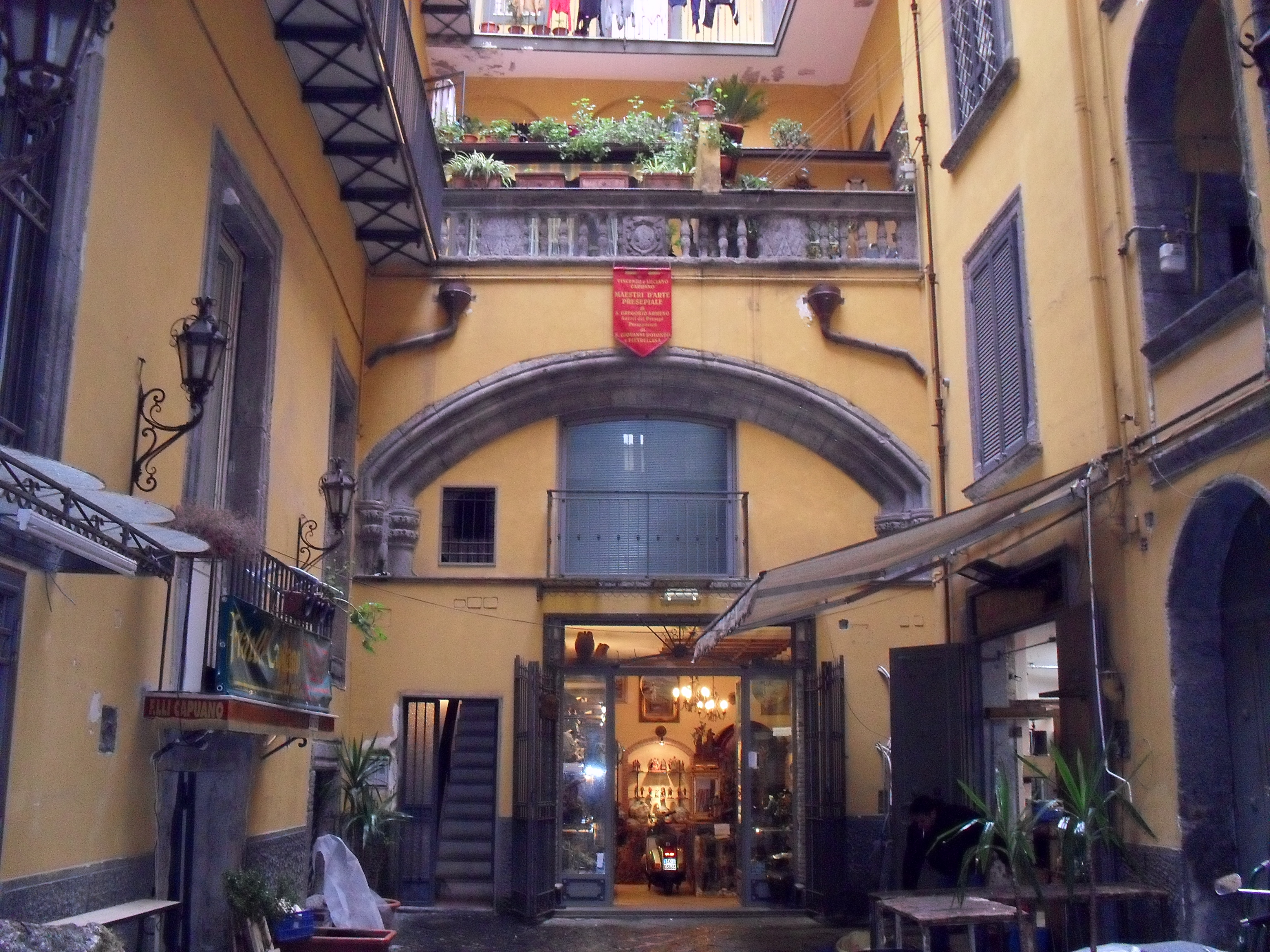
Cortile interno
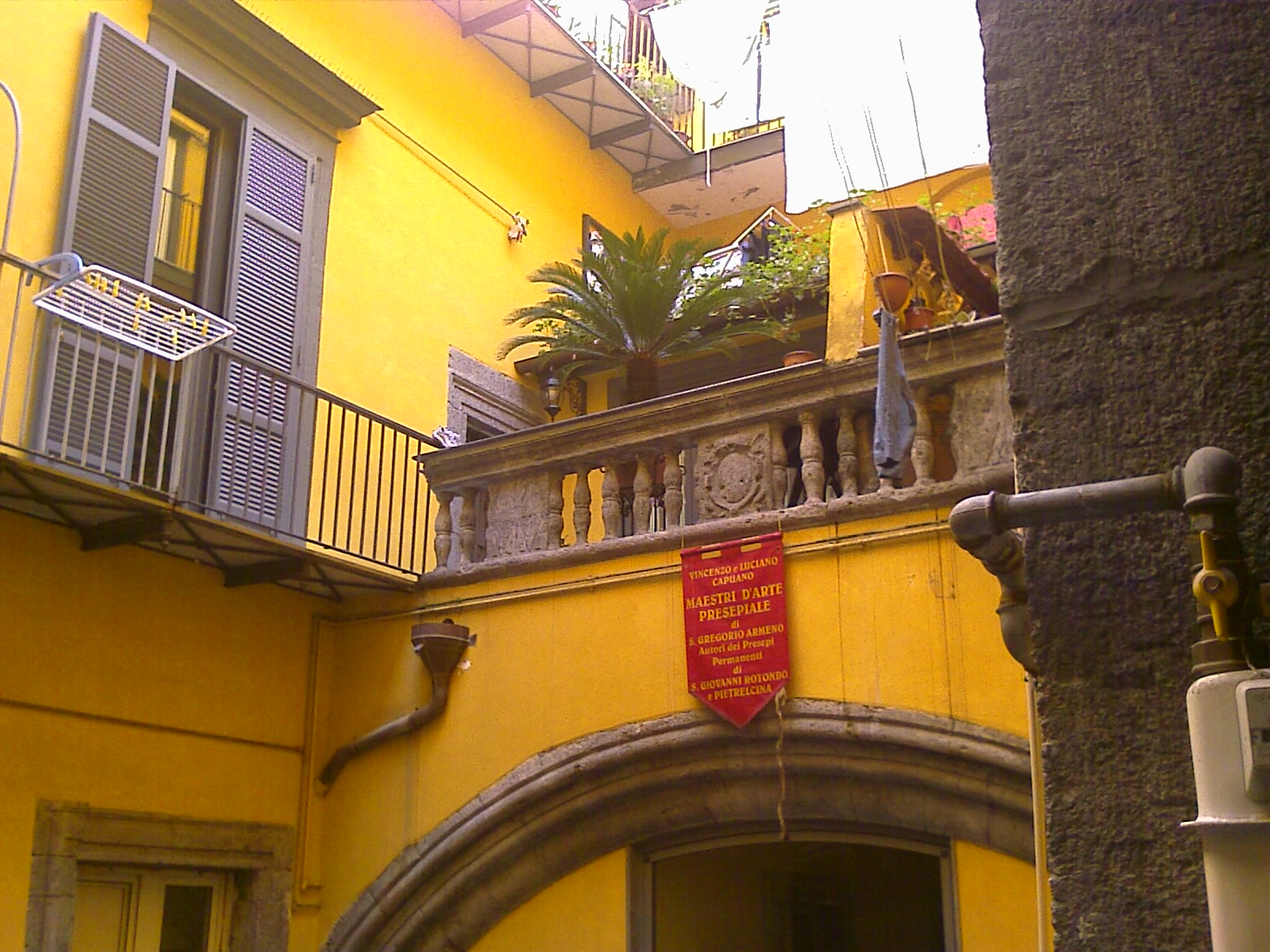
Balcone al primo piano
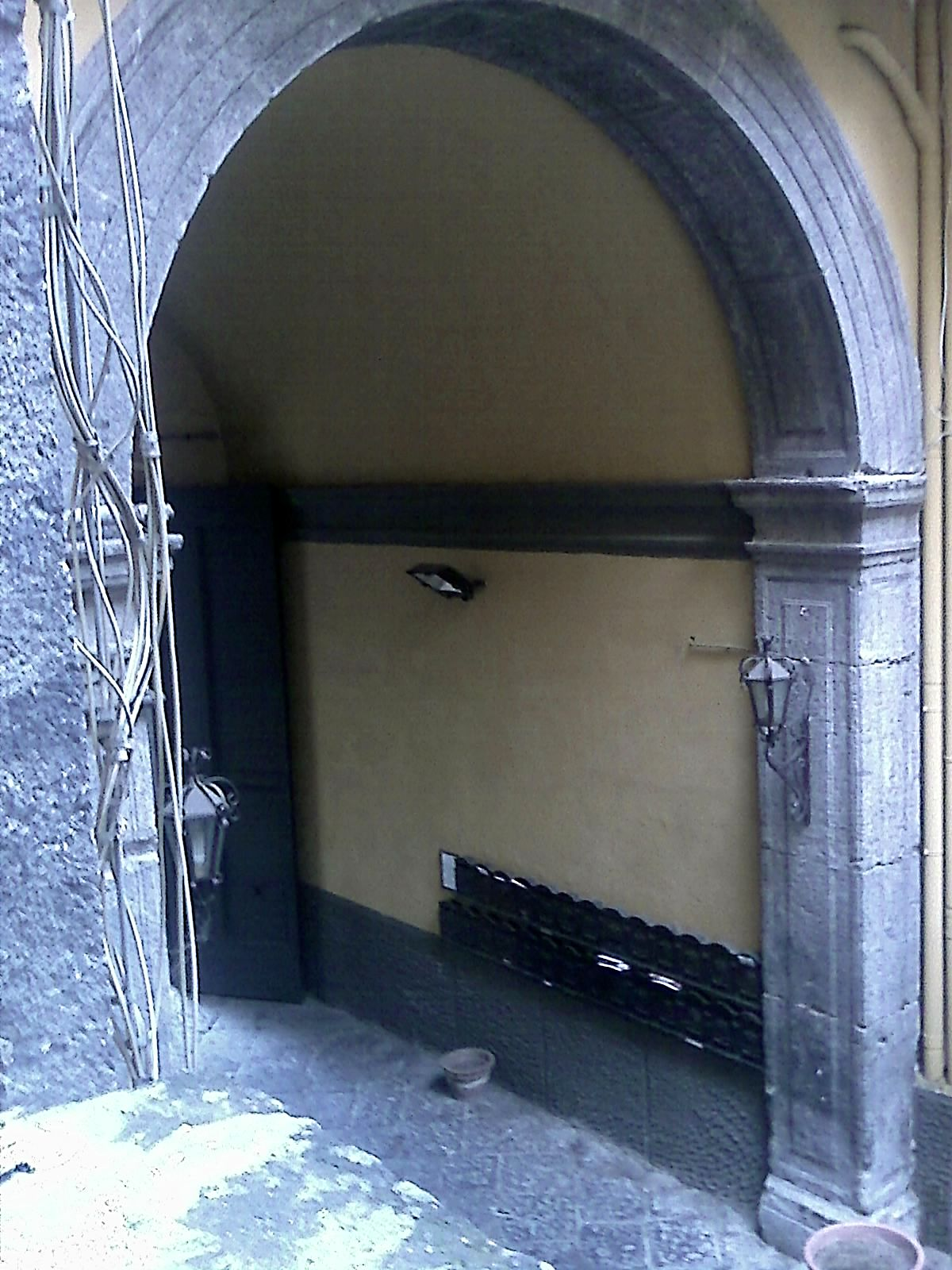
Cortile visto verso l'arco dell'androne in piperno